# Баланешти (Бузау)
Баланешти (рум. Bălănești) насеље је у Румунији у округу Бузау у општини Козиени. Oпштина се налази на надморској висини од 325 m.

## Становништво
Према подацима из 2002. године у насељу је живело 394 становника, од којих су сви румунске националности.